# Rou Shi
Rou Shi ( 28 de septiembre de 1902 - 7 de febrero de 1931), anteriormente romanizado como Jou Shih o You Shih, fue un prominente escritor chino de izquierda, miembro del movimiento del cuatro de mayo. Ejecutado en febrero de 1931 por el gobierno del Partido Nacionalista Chino en Shanghái por sus actividades procomunistas. Es considerado uno de los cinco mártires de la Liga de Escritores de Izquierda.

## Vida y obra
Rou Shi nació el 28 de septiembre de 1902 Zhao Pingfu en el condado de Ninghai, provincia de Zhejiang. En 1918 entró a la Normal n.º 1 Hangzhou, en Hangzhou la capital de la provincia. Después de graduarse en 1923 se volvió maestro en la Escuela Primaria Pudi, en Cixi, Zhejiang. En 1925 publicó su primer libro de cuentos, Hombres locos.
En 1925 Rou Shi estudió brevemente Universidad de Pekín, pero regresó a Zhejiang a principios de 1926, para enseñar Hangzhou y Zhenhai. En el verano de 1927 regresó a Ninghai, su ciudad natal, y enseñó en la escuela secundaria de Ninghai, una base comunista local. Después de la fallida rebelión comunista en mayo de 1928, se refugió en Shanghái, donde lo presentaron ante el escritor y líder de izquierda Lu Xun. Junto con Lu Xun y otros, fundaron la Sociedad de la Flor de la Mañana , que publicó numerosos periódicos progresistas. En enero de 1929 sucedió a Lu Xun como editor del periódico Yu Si . Durante este periodo, escribió la novela Febrero y otra colección de cuentos llamada Esperanza. También tradujo obras de escritores de otros países como Máximo Gorki.
En marzo de 1930, la Liga de Escritores de Izquierda se estableció en Shanghái. Rou Shi fue a la reunión inaugural y se volvió miembro ejecutivo permanente, quedando a cargo de la publicación asociada Meng Ya. Se unió al Partido Comunista de China en mayo de 1930, y publicó el cuento: Una madre esclava.

## Arresto y ejecución
El 17 de enero de 1931, Rou Shi fue arrestado junto con otros por la policía británica mientras estaban en una reunión secreta del partido comunista, en el Hotel Oriental en la concesión británica de Shanghái. Fueron entregados al gobierno del Kuomintang y mantenidos en prisión por tres semanas.
El 7 de febrero de 1931, el Kuomintang ejecutó a 23 comunistas en Longhua, Sanghái. Los cinco miembros de la liga ejecutados ese día: Rou shi, Li Weisen, Hu Yepin, Yin Fu y Feng Keng, son llamados los cinco mártires de la Liga de los Cinco Escritores de Izquierda por el partido comunista. Entre los ejecutados había tres mujeres, una de ellas embarazada. Fueron ejecutados por disparos o enterrados vivos. De acuerdo a Frank moraes, Rou Shi fue enterrado vivo, pero un artículo en Xinhua declara que fue asesinado por disparos.

## Trabajos y adaptaciones
Una madre esclava, uno de los cuentos más famosos de Rou Shi, fue traducido al inglés por primera vez por Edgar Snow en 1936. En 1963, su novela Febrero para hacer la película críticamente aclamada Temprana primavera en febrero, dirigida por Xie Tieli e interpretada por Sun Daolin, Shangguan Yunzhu, y Xie Fang. En el 2003, Una madre esclava se adaptó a una serie de televisión interpretada por He Lin, quien ganó el premio a la mejor actriz de los premios internacionales Emmy 2005 por su actuación en la película.

## Monumentos
En el 100.º aniversario de su nacimiento en 2002, Ninghai, la ciudad natal de Rou Shi, restauró su antigua residencia y abrió un museo en su memoria. Además, el condado abrió el recién construido parque Rou Shi que cubre un área de 250 mu.